# Vosbles-Valfin
Vosbles-Valfin [vobl valfɛ̃] est une commune française située dans le département du Jura, dans la région culturelle et historique de Franche-Comté et la région administrative Bourgogne-Franche-Comté.

## Géographie
La commune de Vosbles-Valfin est située dans la Petite Montagne du Jura. Elle est délimitée à l'est par la rivière de la Valouse. Elle comporte les deux villages de Vosbles et de Valfin-sur-Valouse, et plusieurs hameaux : Soussonne et Sésigna à Valfin, Montgefond et Chavagna à Vosbles.
L'altitude s'élève jusqu'à 731 m au nord-ouest du village de Vosbles, en forêt, entre les lieux-dits bois en Coquaine et bois de la Serra.

### Climat
Pour des articles plus généraux, voir Climat de la Bourgogne-Franche-Comté et Climat du département du Jura.
En 2010, le climat de la commune est de type climat de montagne, selon une étude du Centre national de la recherche scientifique s'appuyant sur une série de données couvrant la période 1971-2000. En 2020, Météo-France publie une typologie des climats de la France métropolitaine dans laquelle la commune est exposée à un climat semi-continental et est dans la région climatique  Jura, caractérisée par une forte pluviométrie en toutes saisons (1 000 à 1 500 mm/an), des hivers rigoureux et un ensoleillement médiocre. 
Pour la période 1971-2000, la température annuelle moyenne est de 10,1 °C, avec une amplitude thermique annuelle de 17,2 °C. Le cumul annuel moyen de précipitations est de 1 422 mm, avec 12,7 jours de précipitations en janvier et 9,2 jours en juillet. Pour la période 1991-2020, la température moyenne annuelle observée sur la station météorologique de Météo-France la plus proche, « Saint-Julien Sa », sur la commune de Val Suran à 8 km à vol d'oiseau, est de 10,6 °C et le cumul annuel moyen de précipitations est de 1 349,8 mm. 
La température maximale relevée sur cette station est de 38,6 °C, atteinte le 24 août 2023 ; la température minimale est de −20,6 °C, atteinte le 30 décembre 2005,,. 
Les paramètres climatiques de la commune ont été estimés pour le milieu du siècle (2041-2070) selon différents scénarios d'émission de gaz à effet de serre à partir des nouvelles projections climatiques de référence DRIAS-2020. Ils sont consultables sur un site dédié publié par Météo-France en novembre 2022.

## Urbanisme

### Typologie
Au 1er janvier 2024, Vosbles-Valfin est catégorisée commune rurale à habitat très dispersé, selon la nouvelle grille communale de densité à sept niveaux définie par l'Insee en 2022.
Elle est située hors unité urbaine et hors attraction des villes,.

## Histoire
Créée par un arrêté du préfet du Jura du 4 décembre 2017, elle regroupe les anciennes communes du Vosbles et de Valfin-sur-Valouse à compter du 1er janvier 2018.

## Politique et administration

### Conseil municipal
Jusqu'aux prochaines élections municipales de 2020, le conseil municipal de la nouvelle commune est constitué de tous les conseillers municipaux issus des conseils des anciennes communes. Le maire de chacune d'entre elles devient maire délégué.
| Nom                | Code Insee | Code postal | Superficie (km2) | Population (dernière pop. légale) | Densité (hab./km2) | Modifier                                    |
| ------------------ | ---------- | ----------- | ---------------- | --------------------------------- | ------------------ | ------------------------------------------- |
| Vosbles (siège)    | 39583      |             | 12,67            | 110 (2015)                        | 8,7                | modifier les données · modifier les données |
| Valfin-sur-Valouse | 39542      |             | 8,67             | 82 (2015)                         | 9,5                | modifier les données · modifier les données |

### Liste des maires
| Période | Période  | Identité       | Étiquette | Qualité |
| ------- | -------- | -------------- | --------- | ------- |
| 2018    | 2020     | Jacques Girerd |           |         |
| 2020    | En cours | Pascal Ravier  |           |         |

## Démographie
L'évolution du nombre d'habitants est connue à travers les recensements de la population effectués dans la commune depuis sa création.
En 2022, la commune comptait 186 habitants.
| 2015 | 2020 | 2022 |
| ---- | ---- | ---- |
| 192  | 184  | 186  |